# Chambry (Aisne)
Chambry é uma comuna francesa na região administrativa de Altos da França, no departamento de Aisne. Estende-se por uma área de 8,89 km². Em 2010 a comuna tinha 862 habitantes (densidade: 97 hab./km²).